# French Pass Lighthouse
French Pass Lighthouse ist eine aus zwei getrennten Leuchtfeuern bestehende Leuchtturmanlage in den Marlborough Sounds im Marlborough District. Sie steht am French Pass, der Passage zwischen Rangitoto ki te Tonga/D’Urville Island und dem Norden der Südinsel Neuseelands. Er wird von Maritime New Zealand betrieben.
Der French Pass verbindet die Tasman Bay / Te Tai-o-Aorere im Süden mit dem Pelorus Sound / Te Hoiere und der Cookstraße im Norden. Der schiffbare Kanal in der etwa 500 m breiten Passage ist stellenweise nur 100 m breit. Dadurch ist die Durchfahrt für Schiffe nicht ungefährlich. Bereits d’Urvilles Korvette Astrolabe geriet bei seiner zweiten Forschungsreise im Jahr 1827 in der Passage außer Kontrolle, hatte zweimal Grundberührung und wurde dann über das Riff in die Admiralty Bay gespült.
Auf einem von Rangitoto ki te Tonga/D’Urville Island auslaufenden Riff wurde in den 1860er Jahren eine steinerne Bake errichtet. 1982 versah man diese wegen des regelmäßig bei Nacht zwischen Nelson und Wellington verkehrenden Postdampfers mit einem Licht. Trotz der bekannten Risiken wurde erst zwei Jahre später French Pass Lighthouse auf dem Festland südlich der Passage errichtet. Ein weiterer kleiner Betonturm wurde in der Mitte des Kanals auf einem Riff aufgestellt, sein Leuchtfeuer wurde bereits damals aus einer Gasflasche mit Acetylen mit zwei bis drei Monate Gasvorrat versorgt. Dieser Turm wurde bereits kurz darauf von einem Dampfer gerammt und stark beschädigt.
Der weiße eiserne Leuchtturm auf dem Festland wurde am 1. Oktober 1884 direkt am Ufer des Kanals in Betrieb genommen. Er ist damit der erste eiserne Leuchtturm Neuseelands. Im Gegensatz zu anderen Leuchttürmen war der Turm nicht mit mehreren vor Ort stationierten Leuchtturmwärtern bemannt. Der Leuchtturmwärter wohnte in der Nähe und musste bei Ausfall des Leuchtfeuers über eine 100-stufige Treppe zum Turm laufen oder von einer ortsansässigen Familie auf das Riff übergesetzt werden. Beim Wechsel der Gasflasche auf dem Turm im Kanal wurde der Leuchtturmwärter von der Besatzung des Versorgungsschiffes für die Leuchttürme unterstützt.
1952/1953 wurde auch der Turm auf dem Festland auf einen Acetylenbrenner umgestellt. 1961 wurde auch der Turm auf dem Festland unter Beibehaltung der Acetylenbeleuchtung automatisiert. 1967 wurde der Turm elektrifiziert und von einem Dieselgenerator versorgt, der Leuchtturmwärter wurde abgezogen. 1971 erfolgte der Anschluss an das nationale Stromnetz mit Notstromversorgung über Akkumulatoren. Der Hauptturm hatte damals eine 50-W-Halogenlampe. Er wird seitdem wie alle Leuchttürme Neuseelands von einem zentralen Kontrollraum am Sitz von Maritime New Zealand in Wellington ferngesteuert.
Der 3 Meter hohe Hauptturm befindet sich 3 Meter über dem Meer, der 5 Meter hohe Turm auf dem Riff in 5 Meter Höhe. Der Hauptturm besitzt beidseits einen weißen und einen roten Sektor (Kennung F WR). Solange sich das Schiff auf korrektem Kurs befindet, ist der weiße Sektor sichtbar, verlässt man diesen Sektor, wird das rote Licht sichtbar. Der Turm auf dem Riff besitzt eine weiße Kennung (Kennung F W). Die Reichweite des roten Lichtes beträgt 13 km, die des weißen Lichtes 18 km.
Die Türme sind nicht öffentlich zugänglich.